# Диль, Август Фридрих Адриан
Август Фридрих Адриан Диль (нем. Adrian Diel; 4 февраля 1756, Гладенбах —  22 апреля 1839, Диц, Гессен-Кассель) — немецкий учёный-помолог, садовод, врач, основатель помологии на рубеже XVIII—XIX веков.

## Биография

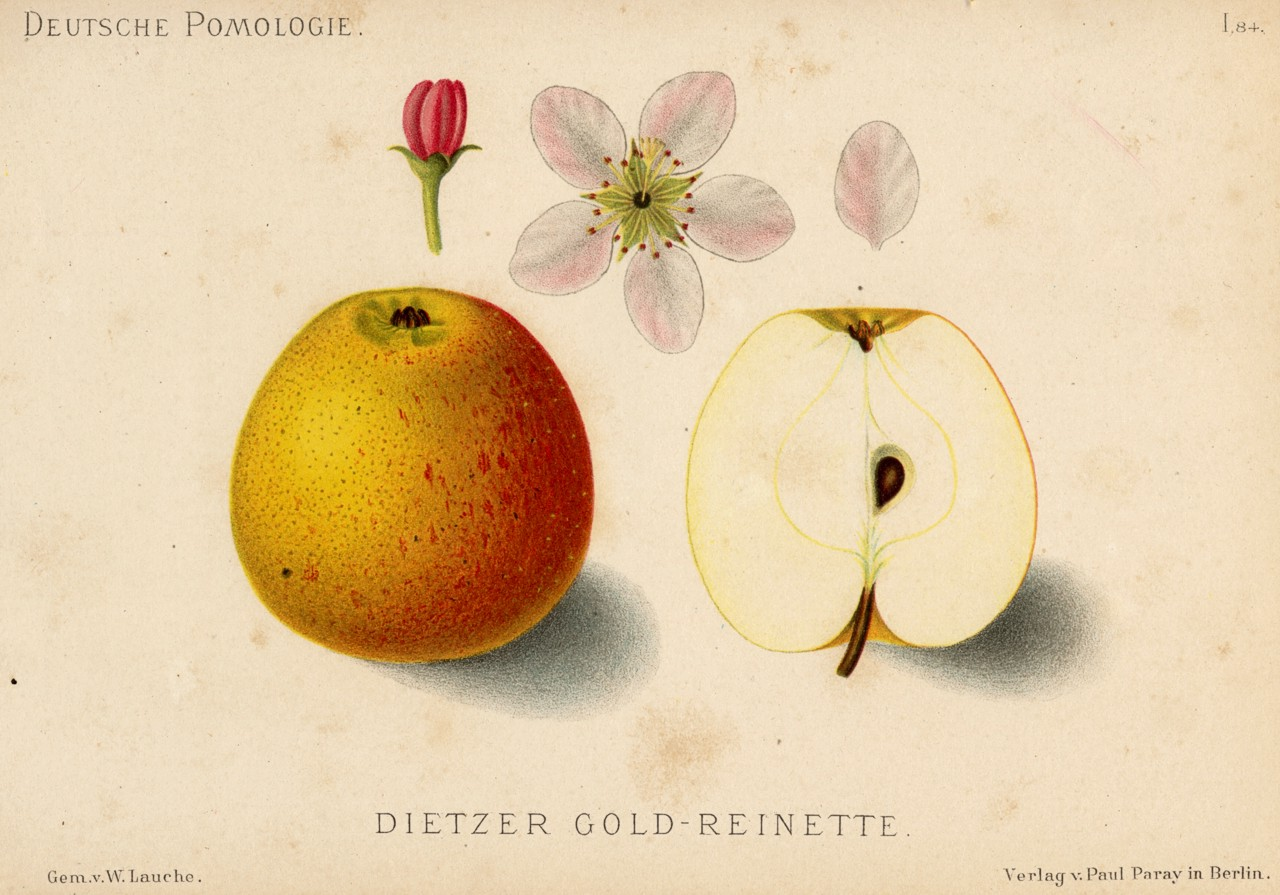
Золотой ренет Диля

Родился в семье хирурга и фармацевта. Образование получил в Гиссене и Страсбурге. В 1780 году стал доктором медицины. Работал врачом-хирургом в Гладенбахе. В 1786 году Диль служил практикующим врачом у графа Спора, судьи при императорском дворе в Вецларе, занимался в основном бальнеологией.
В 1790 году Диль занял должность курортного врача в Бад-Эмсе (Нассау), одновременно был окружным врачом в своей резиденции в Дьеце. В том же году Диль стал частным советником Герцогства Нассау. Он женился на уроженке Диеса Марии Альтгельт, но вскоре она умерла. Приданым его жены были территории, на которых Диль посадил сады, в которых, как сообщается, было до 12 000 яблонь.
Получил известность как селекционер фруктов и как автор помологических сочинений. Заложил основу для возникновения этой науки в XIX веке.
Знаменитый плодовод, предложивший собственную систему для классификации сортов плодов. Помимо медицинских и бальнеологических сочинений (напр. «Об Эмских минеральных водах»), оставил ряд трудов по плодоводству: «Systematisches Verzeichniss der vorzüglichsten in Deutschland vorhandenen Obstsorten» (1818, с 2 продолж., 1829 и 1833); «Systematische Beschreibung der in Deutschland vorhandenen Kernobstsorten» (6 т., 1821—32) и др. На русском языке напечатаны извлечения из этих сочинений Павла Шварца: «Краткое систематическое описание лучших груш, персиков, абрикосов и слив» (1824); «О содержании иностранных плодовых деревьев в горшках» (1824) и «Плодоводство, или опытное наставление к разведению, воспитанию, размножению и содержанию иностранных плодовых дерев в горшках» (1864) и «Плодовая оранжерея» (1864).